# Масакр у Госпићу
Масакр у Госпићу је био злочин који се десио између 16. октобра и 18. октобра 1991. године у граду Госпићу у Лици, Хрватској, са мешовитим српско-хрватским становништвом. Средином октобра 1991. више од 240 особа, од чега 48 жена српске националности је нелегално ухапшено и одведено у непознатом правцу. А више од 123 Срба је убијено од стране ЗНГа и ХОСа, осталима је судбина непозната. За овај злочин су осумњичени, припадници и команданти цивилно-војних структура у Госпићу: Мирко Норац, Тихомир Орешковић, Иван Орешковић, Стјепан Грандић, Милан Чанић, Мирослав Петри, Томислав Мерчеп.
Са свим детаљима овог масакра још крајем 1991. био је упознат цели политички и војни врх Хрватске, чак и опозициони лидери: Здравко Томац и Дражен Будиша.

## Претходница

### Ситуација у СФРЈ
СФР Југославија је била федеративна држава састављена од 6 република (СР Словенија, СР Хрватска, СР Босна и Херцеговина, СР Црна Гора, СР Србија и СР Македонија). И држава СФРЈ и ЈНА су биле по својој дефиницији замишљене на братству и јединству свих народа и народности који су живели у СФРЈ. Друштвено-економско уређење СФР Југославије је био социјализам. Устав Југославије од 1974. године донео је децентрализацију СФРЈ, која је касније омогућила сепаратистичким снагама у Словенији и Хрватској, да започну разбијање Југославије, праћено крвавим ратовима и прогонима. У свим Уставима Југославије, Југословенска народна армија је била дефинисана као једина оружана сила на територији СФРЈ, а самим тиме и једини међународно признати војни субјекат.
Крајем 1989. године, Скупштина СФРЈ доноси амандмане на Устав СФРЈ из 1974, па тако се једнопартијски систем замењује вишепартијским системом. Што је значило да поред једине до тада партије КПЈ, сада могу да се оснивају и друге странке. 

### Ситуација у СР Хрватској
Након одржаних вишестраначких избора у СР Хрватској 22. априла 1990. године у Хрватској је победила странка ХДЗ која је у свом политичком програму јасно истицала жељу за независности тј. одвајање СР Хрватске од СФРЈ. У целој СР Хрватској владала је велика еуфорија због победе ХДЗ на изборима, а након тога све чешће су се могле јавно видети слике усташких злочинаца (Анте Павелића, Алојзија Степинца, Макса Лубурића...), усташки поздрави и чути усташке песме. Србима у СР Хрватској је то будило аветна сећања на прогоне и геноцид из времена НДХ.
Власт СР Хрватске у Загребу, коју су маја 1990. године формирали ХДЗ и Фрањо Туђман је током лета донела одлуку да формира себи и оружане снаге. Већ у пролеће су преузели контролу над полицијом, медијима, Тужилаштвом и државном управом. Тако је октобра и новембра 1990. године у СР Хрватску илегално увезена велика количина наоружања за потребе резервног састава полиције, чланова ХДЗ и ХОС. Ту акцију су водили Мартин Шпегељ и Јосип Бољковац, министри у тадашњој влади Хрватске. КОС ЈНА је снимио филм о овом злочиначком подухвату, а 27. јануара 1991. то и објавио на ТВ Београд.
Од маја 1990. до септембра 1991. године ситуација се из дана у дан погоршавала и Срби у Хрватској су били страховито уплашени за своју личну сигурност и своју имовину. Редовно су се могли видети и усташки графити, а велики број Срба је преко телефона добијао претње да морају да се иселе из својих кућа и оду у СР Србију. Добијали су чак и претећа писма у којима је стајао потпис "ХДЗ". Срби у Хрватској су добијали отказе на послу, а чак су им и деца у школама психо-физички малтретирана. У стамбеним зградама постојали су одређени чланови ХДЗ-а који су имали задатак да пазе на кретање својих комшија Срба.
Током пролећа 1991. дешавају се појединачни напади на насеља у којима живе Срби или нехрвати: Пакрац, Плитвице, Задар, Борово Село. 25. јуна 1991. Хрватски националисти су нападали и касарне ЈНА у Сплиту 6. маја 1991, Бјеловару 29. септембра 1991. Сабор СР Хрватске проглашава независност, док Влада СФРЈ дан касније ту одлуку проглашава неважећом. 7. јула 1991. је склопљен договор на Брионима између представника Словеније, Хрватске и остатка Југославије, уз посредовање Европске заједница, где су Словенија и Хрватска пристале да замрзну своје одлуке о независности три месеца.
Хрватски председник, Фрањо Туђман, је 1. августа 1991. позвао све Хрвате да буду спремни на општи рат.

### Ситуација у Госпићу
Госпић је градић у Лици, налази се на важним раскрсницама у Личком пољу крај реке Новчице, односно у централној Лици. Према попису становништва из 1991. Госпић је имао око 55% Хрвата и 37% Срба. Православна црква Св. великомученика Георгија је изграђена 1785. године. У госпићкој општини налази се и село Смиљан (4 km северозападно), где је рођен српски научник Никола Тесла. За време Другог светског рата, Госпић је био велико и важно усташко упориште, где су почињени масовни ратни злочини против српског становништва.
Након вишестраначких избора у СР Хрватској, током пролећа 1990. Хрвати у Госпићу окупљени око странке ХДЗ, покушавали су преко разних притисака и провокација на националној основи да присиле Србе из Госпића на исељавање. Од априла 1991. почиње под окриљем ноћи бацање бомби на српске куће, дворишта, кафиће, одвођени су у полицијску станицу на информативне разговоре одакле се нико није вратио. Међу њима и Јово Вујиновић из Госпића, пронађен мртав у јулу 1991. после одласка на информативни разговор. У кафане и ресторане где су били власници Хрвати, Србима је био забрањен улаз. Чак су и стављани натписи "Забрањено за Србе и псе“. На бензинским пумпама редовно су стајали припадници хрватске полиције, који су контролисали да Срби могу купити највише 5 литара бензина.
Током јула и августа 1991. године кроз Госпић су у аутомобилима и камионима крстарили хрватски шовинисти, носећи усташке ознаке и певајући усташке песме, претећи Србима убиствима. Ћирилични натписи су изрешетани, а потом уклањани. У августу 1991. креће масовни одлазак Срба из Госпића. Крајем августа 1991. припадници ЗНГ-а убијају на свиреп начин Николу Пјевача и Брацу Плећаша.
Септембра 1991. споменик Николи Тесли у Госпићу је уклоњен, а назив централног трга уместо Трг Николе Тесле, преименован у Трг Стјепана Радића. Оснива се и Кризни Штаб у Госпићу, чији је шеф Анте Карић. У Госпић долазе Мирко Норац и Тихомир Орешковић са великом групом особа сумњиве прошлости (емигранти из иностранства и криминалци са досијеом у полицији), који почињу етничко чишћење.
Хрватске паравојне јединице и хрватска полиција 10. септембра 1991. опкољавају касарну ЈНА "Станко Опсеница" у Госпићу и заузимају је 18. септембра 1991. по налогу Фрање Туђмана председника Хрватске и Јосипа Манолића, његовог заменика. Иако је постојао споразум са властима у Госпићу о безбедном пролазу возила ЈНА који достављају храну, возило је изрешетано, а заставник ЈНА Никола Бачић је убијен, док је возач тешко рањен. Напад на касарну ЈНА вршен је из госпићке болнице и католичке цркве. Током опсаде касарне ЈНА у Госпићу убијени су капетан ЈНА Миодраг Остојић и поручник ЈНА Душко Мазињанин, док је шест војника ЈНА рањено.
Дана 28. септембра 1991. припадници хрватске полиције и хрватске паравојске: Милан Рожић звани Рука, Мартин Матија звани Ирфан, Жељко Болац, Жељко Жигић и Мирослав Петри, из једне стамбене зграде у којој је било склониште одводе најмање 34 Срба у непознатом правцу где их убијају.
Почетком октобра 1991. повереник хрватске владе за Лику и шеф Кризног штаба у Госпићу, Анте Карић, пише поверљиво писмо председнику Хрватске, Фрањи Туђману, где га обавештава о напетој ситуацији, као и страховлади коју спроводе паравојне јединице које предводе Мирко Норац и Тихомир Орешковић.

## Злочин
Увече око 20 сати, 14. октобра 1991. у просторијама госпићког "Кризног Штаба" нашли су се: Тихомир Орешковић, Мирко Норац, Стјепан Грандић, Иван Дасовић, Милан Жанић, Иван Рукавина, Мирко Касумовић, Јуре Премуз, болничар Крешо, Ивица Марковић, Жељко Болф, где су се договорили о детаљима етничког чишћење Госпића, које све особе треба ликвидирати према списку, како их наћи... Мирко Норац је тражио од својих сарадника да се изјасне да ли могу извршити тај задатак. Нико се није јавио да не може. 
Већ два дана касније кренуло је незаконито хапшење госпићких Срба и одвођење у непознатом правцу. У тим групама ухапшених Срба било је жена и деце, који су одвођени камионима ван града. Хрватски паравојници који су то радили имали су маске преко лица, тзв. фантомке. Срби из Госпића и неподобни Хрвати (они који су били у пријатељским односима или у браку са Србима) су одвођени са посла, од куће, ресторана...
У тој акцији етничког чишћења учествовало је неколико возила (у сваком је било 5-10 људи), коју је предводио болничар Крешо Томљеновић. Ухапшене цивиле су изводили у неку шуму, где им је Мирко Норац наредио да пуцају у жртве.
Стјепан Грандић је добио наређење од Мирка Норца 16. октобра 1991. да оспособи у касарни ЈНА у Перушићу једну собу за ликвидацију ухапшених Срба. Међу тим ухапшеним и убијеним Србима били су угледни српски адвокат Ђорђе Калањ (51) из Удбине и његова жена Мирјана Калањ. Обдукцијом коју је касније радио патолог др Зоран Станковић утврђено је да је Ђорђе Калањ убијен из ватреног оружја, а да су лешеви Калањевих касније поливени бензином и запаљени. Мирјана Калањ је тешко претучена металним оруђем, поломљена су јој ребра и глава, и касније убијена из ватреног оружја.
Наредног дана Стјепан Грандић је, по наређењу Мирка Норца, обезбедио камионе и аутобус за превоз ухапшених Срба. 18. октобра 1991. Стјепан Грандић је ухапшене цивиле одвезао код места Липова Главица. Ту су цивили убијени из ватреног оружја, а у ликвидацијама је учествовао и сам Стјепан Грандић. Дарко Милиновић је превозио колима хитне помоћи на смрт претучене Србе у згради војне полиције у непознатом правцу.
Процењује се да је у тим хапшењима и ликвидацијама у октобру 1991. настрадало око 240 Срба. После неколико месеци пронађено је 57 лешева, који су утоварени у хладњачу а затим превезени до Липове Главице, где су поливани бензином и запаљени. Српски цивили који су одвођени на локацију Пазариште и ту убијани су премештени на непознате локације.
У овим ликвидацијама Срба и неподобних Хрвата у Госпићу је учествовао и Миро Бајрамовић, припадник специјалне полицијске јединице "Јесење кише" коју је контролисао Томислав Мерчеп. Како је сам после сведочио добијали су наређење "Етнички све очистити“.

## Имена жртава
Познато је да су незаконито ухапшени и одведени 1991. следећи Срби из Госпића:
1. Радован Бараћ (службеник ПТТ Госпић),
2. Тодор Бањеглав (конобар),
3. Јово Богош,
4. Раде Боговић,
5. Славко Бунчић,
6. Дане Буг (службеник Завода за социјално осигурање из Госпића),
7. Ђуро Вујиновић,
8. Милан Вујиновић (пензионер из Карлобага),
9. Никола Гајић (пензионер),
10. Бранко Драганић (радник у Теслинграду),
11. Ђоко Ђукић,
12. Сава Ђукић,
13. Милан Жакула,
14. Милан Иванишевић,
15. Недељко Игрић (општински инспектор),
16. Свето Јанковић,
17. Милојко Јокић (радник МУП-а),
18. Ђорђе Калањ (заменик окружног јавног тужиоца у Госпићу),
19. Дане Корица (пензионер, радио у Госпићком затвору),
20. Милан Ковачевић,
21. Никица Ковачевић,
22. Симо Кљајић (новинар),
23. Симо Крајиновић (пензионер),
24. Бранко Кузмановић (пензионер МУП-а, стар 53 године, из Госпића),
25. Петар Лазић (возач, стар 42 године),
26. Милан Машић (пензионер),
27. Радован Машић (радник),
28. Момчило Мандић (пензионер МУП-а),
29. Боро Марић (шумски техничар),
30. Никола Мишчевић (пензионер МУП-а),
31. Жељко Мркић (радник МУП-а),
32. Михајло Николић (шумски техничар).
33. Милош Орловић (медицински техничар из Карлобага),
34. Милан Пантелић (метеоролог),
35. Ђуро Павлица, судија Окружног Суда,
36. Јанко Павлица (трговац из Карлобага),
37. Милан Павлица,
38. Никола Павлица,
39. Милан Павловић,
40. Милан Пејиновић (радник загребачког "Транспорта"),
41. Мишо Пејиновић (радник МУП-а),
42. Гојко Радманић,
43. Драган Ракић (службеник Завода за социјално осигурање),
44. Милан Смиљанић (инвалид),
45. Станко Смиљанић (службеник СИЗ-а за пензијско и инвалидско осигурање, стар 54 године из Госпића),
46. Богдан Стојановић (радник у хотелу "Индустро-градња" из Карлобага),
47. Никола Стојановић (пензионер),
48. Бошко Томичић (службеник у "Височици"),
49. Небојша Трешњић (стар 55 година),
50. Пајо Чопић (пензионер, стар 70 година),
51. Милан Узелац (приватни механичар),
52. Гојко Хинић (радник МУП-а),
53. Милан Чубелић (грађевински техничар),
54. Бранко Штулић (заменик јавног тужиоца, стар 54 године),
55. Богдан Шупут (инжењер шумарства, стар 56 година, из Госпића),
56. Даница Бараш,
57. Анкица Бегић,
58. Борка Вранеш (пензионер),
59. Душанка Вранеш (медицинска сестра),
60. Радмила Диклић (службеница Турист-бироа),
61. Марица Ђукић (професор у пензији),
62. Смиља Жакула,
63. Милица Јанковић,
64. Мирјана Калањ (економиста, 46 година из Госпића),
65. Сока Машић (пензионер),
66. Марија Мишчевић (службеница суда),
67. Милева Орловић (супруга Милоша из Карлобага),
68. Анђелка Пантелић (трговац),
69. Мирјана Пантелић (студент, кћи Милана и Анђелке).
70. Нада Павлица,
71. Сока Павлица (чистачица у карлобашком МУП-у),
72. Љубица Пањевић (стара 70 година),
73. Боја Поткоњак (пензионер),
74. Милица Поткоњак-Радманић (супруга Гојка),
75. Радмила Станић (професор хемије),
76. Љубица Трифуновић (пензионер),
77. Брацо Плећаш,
78. Никола Пјевач,
79. Милица Крајиновић,
80. Јозо Делач,
81. Шиме Јуришин,
82. Мартин Павлетић,
83. Анте Пећина,
84. Мишо Пејиновић,
85. Марија Почуча,
86. Јосип Рачић,
87. Ана Рајчевић - Вукић,
88. Марица Томљеновић,
89. Марија Валентић,
90. Ана Војновић,
91. Милан Војновић,
92. Аница Воркапић-Живчић,
93. Љубо Вукчевић,
94. Станко Смишнић, адвокат.[2][10]

## Налогодавци и извршиоци
1. Томислав Мерчеп, командант специјалне јединице МУП-а Хрватске,
2. Тихомир Орешковић (бивши емигрант и криминалац),
3. Иван Орешковић звани "Гробар", брат Тихомира, организатор "Одбране Госпића",
4. Мирослав Петри, из Перушића, председник ХДЗ Госпић, радио у банци у Госпићу,
5. Мирко Норац, један од војних команданата паравојне формације ЗНГ,
6. Ивица Рожић, звани "Рока" и "Бијели вук",
7. Мартин Марковић - Ирфан,
8. Иван Мажуран,
9. Анте Карић, повереник Владе Хрватске за Лику
10. Дарко Милиновић, тадашњи лекар у Госпићу, касније министар здравља и социјалне помоћи у Влади Хрватске.
11. Милан Рожић звани "Рука",
12. Жељко Болац,
13. Жељко Жигић,
14. Милан Чанић.

## Последице
Након ових злочина и етничког чишћења на подручју Госпића, наставља се велико исељавање Срба са тог подручја и даље пљачкање српске имовине у Госпићу. Хрватска је незадрживо срљала у рат, што јесте и био циљ власти у Загребу, јер како је и сам Фрањо Туђман рекао 1992. на Јелачићевом тргу, да је Хрватска могла добити независност и без рата, али не би била етнички чиста.
Дана 25. децембра 1991. код личког села Широка Кула у Катиној јами, Дане Ловрић, припадник СВК, пронашао је 24 леша (15 мушких и 9 женских), па је извршена обдукција, где су лешеви препознати.
Крајем 1991. године Служба за заштиту Уставног поретка (СЗУП) Хрватске спроводи истрагу о догађајима у Госпићу из октобра, али се истрага стопира на интервенцију Гојка Шушка, министра одбране у Влади Хрватске.

## Суђења и пресуде
Дана 8. априла 2000. године истражиоци Хашког трибунала долазе у Госпић да истраже злочине на подручју Госпића из октобра 1991. Ту наилазе на велики отпор домаћег становништва и удружења учесника рата у Хрватској. Милан Левар, аутомеханичар, некадашњи припадник хрватске војске (командант диверзантско-извиђачког вода), учесник рата у Хрватској сведочи хашким истражиоцима о томе шта се дешавало у Госпићу током јесени 1991. Понуђен му је статус заштићеног сведока, али је Милан Левар то одбио. Више пута му је бомба подметана под аутомобил, да би 28. августа 2000. године Милан Левар био убијен од бомбе која му је подметнута под ауто.
Септембра 2000. године хрватска полиција хапси Тихомира Орешковића и Ивицу Рожића, док у децембру 2000. приводи и Стјепана Грандића. Мирко Норац је био дуго времена у бекству, али се и он предао крајем фебруара 2001. Док је Мирко Норац био у бекству, Удружења хрватских бојовника 12. фебруара 2001. на Сплитској Риви окупља око 150.000 грађана из свих крајева Хрватске, да протестују против Хага и пруже подршку Мирку Норцу. На том скупу су говорили бројне јавне личности, међу њима: Јанко Бобетко, начелник Генералштаба хрватске војске, Миле Дедаковић командант 204. вуковарске бригаде ХВ, Томислав Мерчеп, командант специјалне полицијске јединице и др.
Хашки трибунал марта 2001. уступа Жупанијском суду у Ријеци предмет "Госпићка група" из Хага на 4.000 страна, где је саслушано 140 сведока за 2 године. Марта 2003. године судија Сајонара Чулина објављује првостепену пресуду (касније је Врховни суд Хрватске потврдио ову пресуду 24.06.2004) оптуженима за злочине почињене у октобру 1991. у Госпићу:
1. Тихомир Орешковић, тадашњи секретар Оперативног штаба у Госпићу, осуђен на 15 година затвора,
2. Мирко Норац, тадашњи командант 118. бригаде, а касније генерал хрватске војске, осуђен на 12 година затвора,
3. Стјепан Грандић, командант 2. бојне, осуђен на 10 година затвора,
4. Ивица Рожић је ослобођен оптужбе за ратни злочин,
5. Милан Чанић је ослобођен оптужбе за ратни злочин.[тражи се извор]

Ова пресуда Жупанијског суда у Ријеци је обележена протестима неколико хиљада људи испред зграде суда.
Жупанијски суд у Ријеци је у истом суђењу ослободио Мирка Норца, Тихомира Орешковића и Ивицу Рожића за ликвидацију 3 српска цивила у Карлобагу, 25. октобра 1991. 
Осуђеници за ратне злочине из случаја Госпић су имали нестандардан третман у затвору. Мирко Норац је имао пуно слободних викенда, одлазио је кући за празнике, оженио се и добио двоје деце. Успео је дипломирати на факултету у Загребу. Слично је важило и за Тихомира Орешковића и Стјепана Грандића.
У новембру 2011. године Мирко Норац бива пуштен на условну слободу одлуком Министарства правосуђа Хрватске, пошто је издржао две трећине затворске казне везано за злочине у Госпићу и Медачком Џепу. А годину дана касније и Тихомир Орешковић бива пуштен на условну слободу. Док је Стјепан Грандић добио помиловање 2 године од Стјепана Месића, тадашњег председника Хрватске.
Хрватски председници Стјепан Месић и Иво Јосиповић су одузели војничке чинове и признања добијена у рату.
Поједине основне школе држе јавно слике Мирка Норца у својим просторијама.